# Vícenice
Vícenice är en ort i Tjeckien.   Den ligger i regionen Vysočina, i den sydöstra delen av landet, 150 km sydost om huvudstaden Prag. Vícenice ligger 461 meter över havet och antalet invånare är 213.
Terrängen runt Vícenice är lite kuperad.Runt Vícenice är det ganska tätbefolkat, med 83 invånare per kvadratkilometer. Närmaste större samhälle är Třebíč, 14,9 km norr om Vícenice. Trakten runt Vícenice består till största delen av jordbruksmark.